# Necrodaemon Terrorsathan
Necrodaemon Terrorsathan – trzeci pełnometrażowy album black metalowego zespołu Belphegor. Wydany został nakładem wytwórni Last Episode Records, w 2000 roku.

## Lista utworów
1. "Necrodaemon Terrorsathan" - 4:48
2. "Vomit upon the Cross" - 4:11
3. "Diabolical Possession" - 4:49
4. "Lust Perishes in a Thirst for Blood" - 3:53
5. "S.B.S.R." - 4:00
6. "Sadism Unbound/Lechery on the Altar" - 3:34
7. "Tanzwut Totengesange" - 3:18
8. "Cremation of Holiness" - 3:40
9. "Necrodaemon Terrorsathan Part II/Outro: Analjesus" - 3:16